# Trupanea terryi
Trupanea terryi är en tvåvingeart som beskrevs av Hardy 1988. Trupanea terryi ingår i släktet Trupanea och familjen borrflugor. Inga underarter finns listade i Catalogue of Life.